# Kapitan Baryłka
Kapitan Baryłka (fr. Capitaine Archibald Haddock) – postać z komiksowej serii Przygody Tintina belgijskiego rysownika Hergégo. Baryłka to najlepszy przyjaciel Tintina i pan na zamku Księżymłyn. Jest kapitanem marynarki. 
Baryłka na proczątku przedstawiony jest jako słaby, zmęczony alkoholik, będący pod wpływem swojego zdradzieckiego bosmana, Allana, który utrzymuje jego stan uzależnienia od alkoholu. Próbuje wyzbyć się nałogu, ale nawet gdy zostaje honorowym przewodniczącym Ligi Trzeźwych Marynarzy (Tajemnicza gwiazda) nie potrafi porzucić swej „miłości” do rumu i whisky, głównie Loch Lomond. W tomie Tajemnica jednorożca (i jego kontynuacji Skarb Szkarłatnego Rackhama) razem z Tintinem wyrusza na poszukiwanie pirackiego skarbu, który zdobył jego przodek, Kawaler Franciszek de la Barilca (fr. François de Hadoque). Dzięki znalezieniu skarbu i odzyskaniu starej rezydencji jego przodka, Księżymłyna, Kapitan Baryłka staje się niczym szlachcic: jeździ konno, nosi monokl (który zresztą ciągle gubi) i chodzi do Music-Hallu (Siedem kryształowych kul).
Wtedy też staje się dużo bardziej odważny, wręcz gotowy do poświęcenia swego życia, by uratować Tintina w istotnym tomie Tintin w Tybecie. W kolejnych tomach sprawia wrażenie emerytowanego.
Niezależnie od tego, grubiańskość i skłonność do sarkazmu u Kapitana zabawnie kontrastuje z przesadnym heroizmem Tintina. Zawsze potrafi jasno i subiektywnie skomentować sytuację, podczas gdy młody reporter czasami staje się zbyt idealistyczny.
Imię Kapitana Baryłki (Archibald) poznajemy dopiero w przedostatnim tomie, Tintin i Picarosi, kiedy Baryłka po utracie pamięci pyta się o to Tintina.